# OpenPAM
OpenPAM은 PAM을 구현한 것으로서 FreeBSD, NetBSD, DragonFly BSD 그리고 Mac OS X에 사용되며, 이 외에도 특정한 리눅스 배포판들에서 리눅스 PAM의 대안으로서 제공된다.
OpenPAM은 FreeBSD를 위해 개발되었다.
2008년 1월 1일, OpenPAM은 NSA가 지원하는 오픈 소스 강화 프로젝트(오픈 소스에서 커버리티의 예방 정적 분석 툴을 통해 버그를 찾아내는)의 Rung 2로 승급하기 위해 커버리티에 의해 11개 프로젝트 중 하나로 선택되었다. 2009년 9월 23일, OpenPAM은 루비, 삼바 그리고 토르와 함께 Rung 3로 승급되었다.